# Ilja Pawlowitsch Trainin
Ilja Pawlowitsch Trainin (russisch Илья Павлович Трайнин; wiss. Transliteration Il'ja Pavlovič Trajnin; geboren 7. Januar 1887 in Riga; gestorben 27. Juni 1949 in Moskau) war ein sowjetischer Jurist und Völkerrechtler. Er war Mitglied der Russischen Akademie der Wissenschaften und eine Person des öffentlichen Lebens. Als Vorsitzender der Zensurbehörde Hauptkomitee für Repertoire-Fragen (Glawrepertkom) des Volkskommissariats für Bildungswesen der RSFSR war er von Einfluss auf die Zensur und als Mitglied des Vorstandes von Sowkino (Sovkino) von Einfluss auf die Entwicklung des sowjetischen Films und damit der Propaganda.

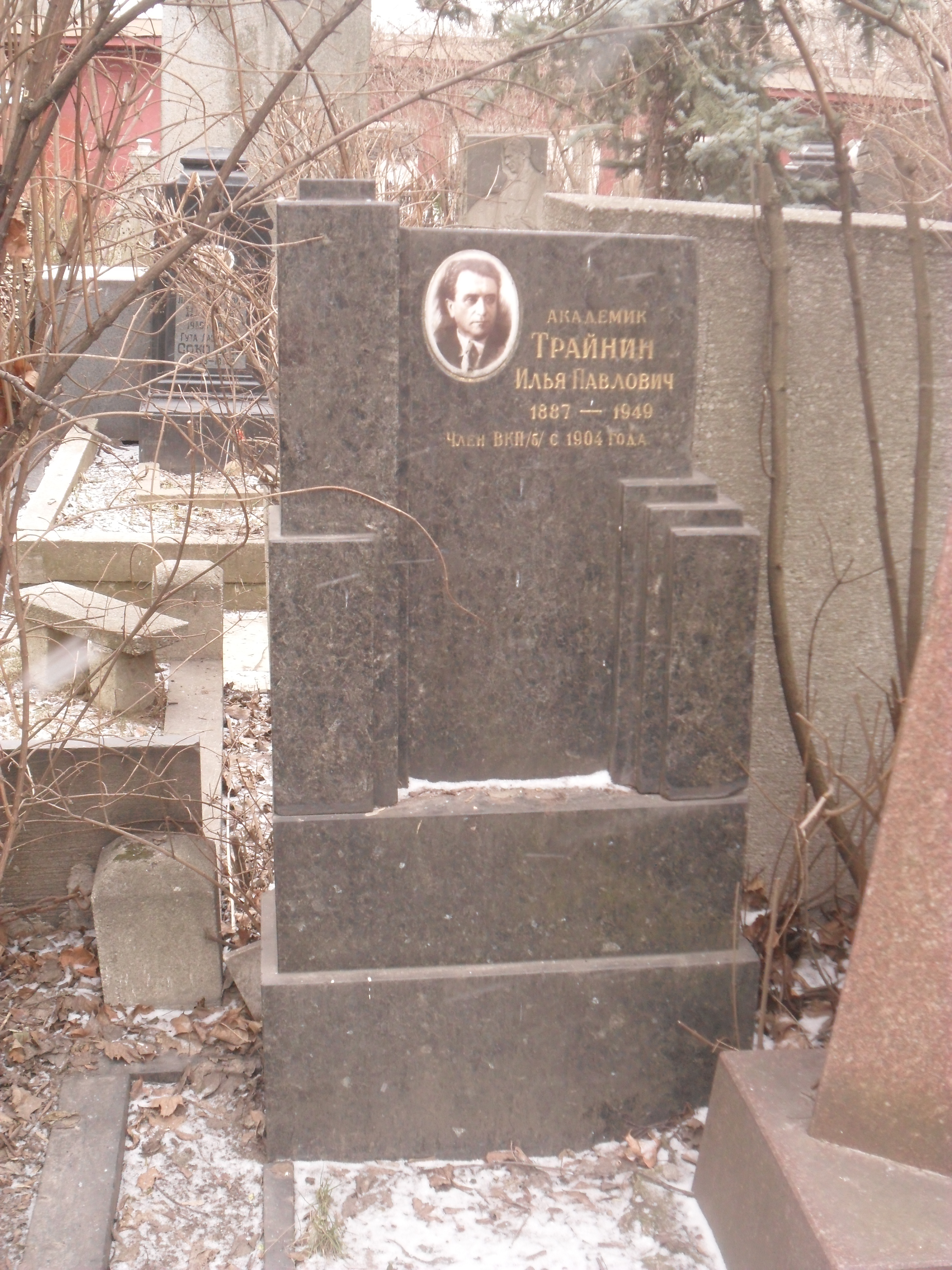
Grab von Ilja Pawlowitsch Trainin (1887–1949) auf dem Moskauer Nowodewitschi-Friedhof

## Leben und Wirken
Ilja Pawlowitsch Trainin wurde 1887 in Riga geboren. Er war seit 1904 Mitglied der Sozialdemokratischen Arbeiterpartei Russlands und nahm früh als bolschewistische Kaderfigur an Kämpfen teil, wofür er verhaftet wurde. 1907–1917 lebte er im Exil: von 1908 bis 1911 in Genf, dann bis 1917 in Paris, wo er ein Stipendium an der Universität von Paris hatte.
Seit 1920 arbeitete er im Volkskommissariat für Nationalitätenfragen (Narkomnats) der RSFSR, dessen besondere Aufgabe die Erziehung der Nationalitäten auf sowjetischer Grundlage war. in den Jahren 1922–1924 war er Herausgeber von deren Wochenschrift Schisn nazionalnostei ("Das Leben der Nationalitäten"). Im Zeitraum 1923–1925 war er Vorsitzender der kommunistischen Zensurbehörde Hauptkomitee für Repertoire-Fragen (Glawrepertkom) des Volkskommissariats für Bildungswesen der RSFSR.
In den Jahren 1925–1929 war er Mitglied des Vorstandes von Sowkino (gegr. 1925), des führenden Filmstudios in der Sowjetunion.
Ab 1931 arbeitete er im Institut für Rechtswissenschaften der Akademie der Wissenschaften der UdSSR, seit 1939 als stellvertretender Direktor, von 1942 bis 1947 als Direktor. Gleichzeitig war er seit 1940 Leiter der Abteilung für öffentliches Recht des Moskauer Rechtsinstituts.
Er lehrte an der Kommunistischen Universität der Werktätigen des Ostens (1920–1924), am Institut der Roten Professur, am Moskauer Rechtsinstitut des Volkskommissariats der UdSSR und der Militärrechtlichen Akademie (1936) und dem Institut für Internationale Beziehungen (1942–1948).
Als Direktor (1942–1947) des Instituts für Staat und Recht der Russischen Akademie der Wissenschaften sammelte er während des Krieges Dokumente über die Verbrechen der Nazis in den besetzten Gebieten der UdSSR. Er arbeitete mit dem Jüdischen Antifaschistischen Komitee zusammen und war 1943–1945 Mitglied der Außerordentlichen Staatlichen Kommission (mit vollständigem Namen: „Außerordentliche Staatliche Kommission für die Feststellung und Untersuchung der Gräueltaten der deutsch-faschistischen Eindringlinge und ihrer Komplizen, und des Schadens, den sie den Bürgern, Kolchosen, öffentlichen Organisationen, staatlichen Betrieben und Einrichtungen der UdSSR zugefügt haben“; russisch Чрезвычайная Государственная Комиссия – TschGK), einer Untersuchungskommission für die Untersuchung und Bestrafung der Verbrechen des faschistischen Dritten Reiches und seiner Verbündeten in den besetzten Gebieten der UdSSR.
Sein juristischer Beitrag im Schwarzbuch über den Holocaust in Russland mit dem Titel „Die Rassenpolitik des Hitlerfaschismus und der Antisemitismus“ ist „eine Art Anklageschrift“ auf der Grundlage der Materialien des Schwarzbuches.
Trainin erhielt zahlreiche Ehrungen und Auszeichnungen, darunter 1948 die Ehrendoktorwürde der Karls-Universität in Prag. Er war im Komitee des Stalin-Preises.
Für eine vom Jüdischen antifaschistischen Komitee geplante jüdische Krim-Republik war Trainin als Justizminister vorgesehen.
Trainin ist auf dem Moskauer Nowodewitschi-Friedhof begraben. Auf dem Grabstein des Akademiemitglieds ist seine Parteimitgliedschaft seit dem Jahr 1904 erwähnt.

## Publikationen (Auswahl)
- Der Verband der Sozialistischen Sowjetrepubliken. Hamburg, Carl Hoym Nachf. Louis Cahnbley, 1923 (Kleine Bibliothek der Russischen Korrespondenz)
- "Die UdSSR und das nationale Problem" / СССР и национальная проблема (1924) (russisch)
- Puti kino / Пути кино, Кинонеделя („Wege zum Kino“) Kino-nedelia, 1924, Nr. 40-1. (russisch)
- Kolitschestwo i katschestwo kino / Количество и качество кино / Količestvo i kačestvo kino (Quantität und Qualität des Films). Schisn iskusstwa / Жизнь искусства / Žizn' iskusstva („Lebende Kunst“). 1925. Nr. 44. (russisch)
- Sowetski film i sritel / Советский фильм и зритель / Sovetskij fil'm i zritel' „Der sowjetische Film und der Betrachter“, Sowetskoje kino,[18] 1925, Nr. 4/5, S. 10–18 und Nr. 6, S. 16–23. (russisch)
- Kino-promyshlennost' i Sovkino: Po dokladu na 8-ii konferentsii moskovskogo gubrabisa (Moscow: Kino-izdatselstvo RSFSR, 1925) (russisch)
- Woprossy nazionalnoi kultury / Вопросы национальной культуры / Voprosy nacional'noj kul'tury ("Fragen der nationalen Kultur"), Rewoljuzija i nazionalnost / Революция и национальность / Revoljucija i nacional'nost' ("Revolution und Nationalität"), 1, 1934, S. 32–52 (russisch)
- Soviet Democracy [Sowjetische Demokratie]. Moskau, Foreign Languages Publishing House, 1939
- "Nationale und soziale Befreiung der Westukraine und Westweißrusslands" Национальное и социальное освобождение Западной Украины и Западной Белоруссии (Moskau 1939) (russisch)
- "Staat und Kommunismus" / Государство и коммунизм (1940) (russisch)
- "Mechanismus der NS-Diktatur" / Механизм немецко-фашистской диктатуры (1942) (russisch)
- The Stalin constitution; foreword by I. Maisky. London: Soviet War News, 1943
- "Territorialfragen und Staatsrecht " / Вопросы территории в государственном праве (1947) (russisch)